# Haplophthalmus aternanus
Haplophthalmus aternanus är en kräftdjursart som beskrevs av Karl Wilhelm Verhoeff1931. Haplophthalmus aternanus ingår i släktet Haplophthalmus och familjen Trichoniscidae. Inga underarter finns listade i Catalogue of Life.